# Melitaea aetherie
Melitaea aetherie es un lepidóptero ropalócero de la familia Nymphalidae.

## Distribución
Se distribuye por el noroeste de África, sur de la península ibérica y Sicilia. Más concretamente, en la península ibérica se encuentra en el Algarve, Badajoz y zonas de Andalucía, hasta los 800 metros de altitud.

## Hábitat
Vive en áreas de hierba con flores, cálidas y secas, incluyendo márgenes de cultivos y zonas de cultivos abandonadas. La oruga se alimenta de hojas de plantas como Centaurea calcitrapa, Centaurea carratracensis y Cynara cardunculus, entre otros.

## Periodo de vuelo e hibernación
En la península ibérica vuela en una generación entre mediados de abril y mayo, en África también hace una generación entre mayo y julio dependiente de la altitud y en Sicilia está citada en dos generaciones, la primera entre mayo y junio y la segunda en septiembre. Hiberna como oruga joven.

## Descripción

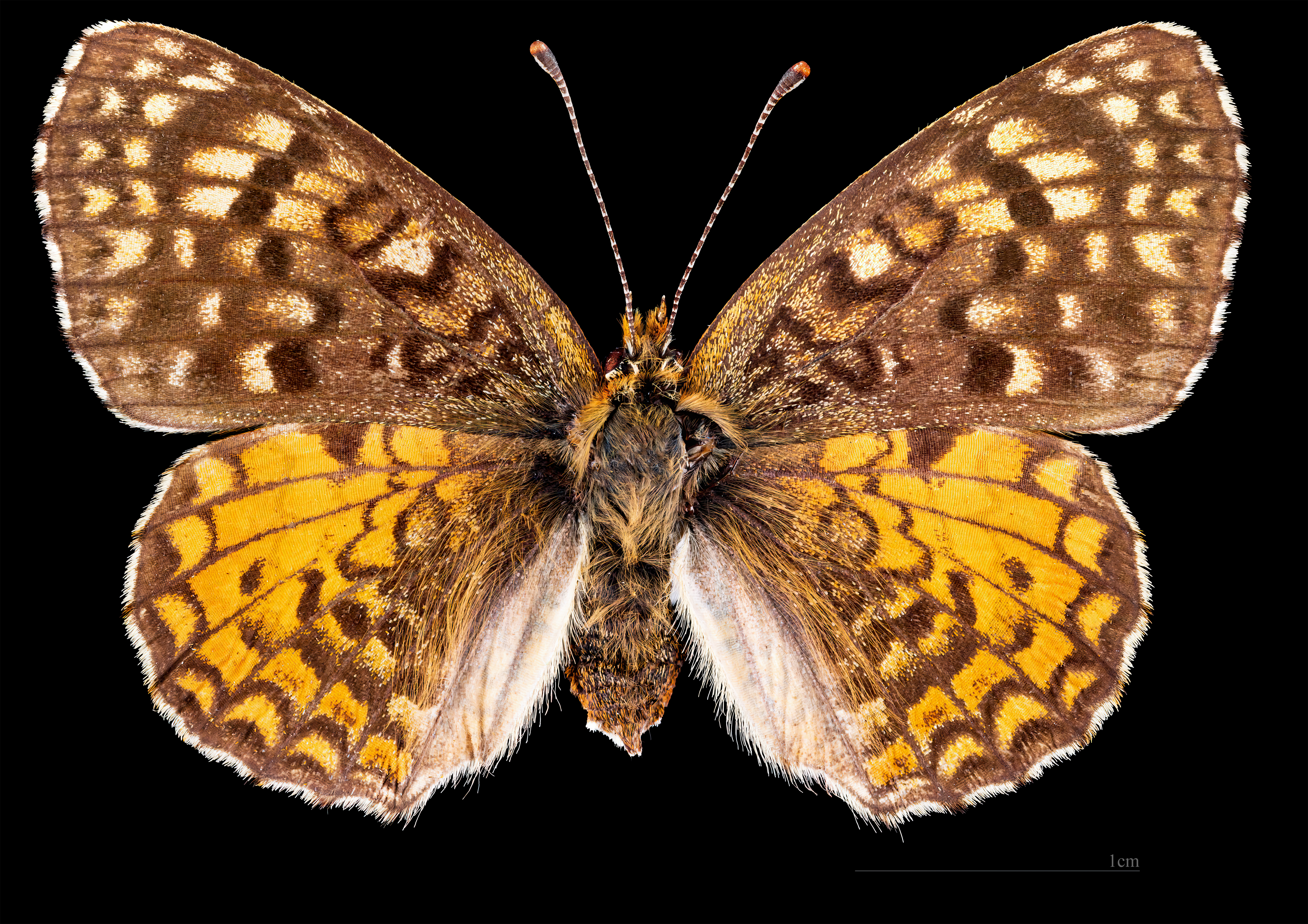
♀
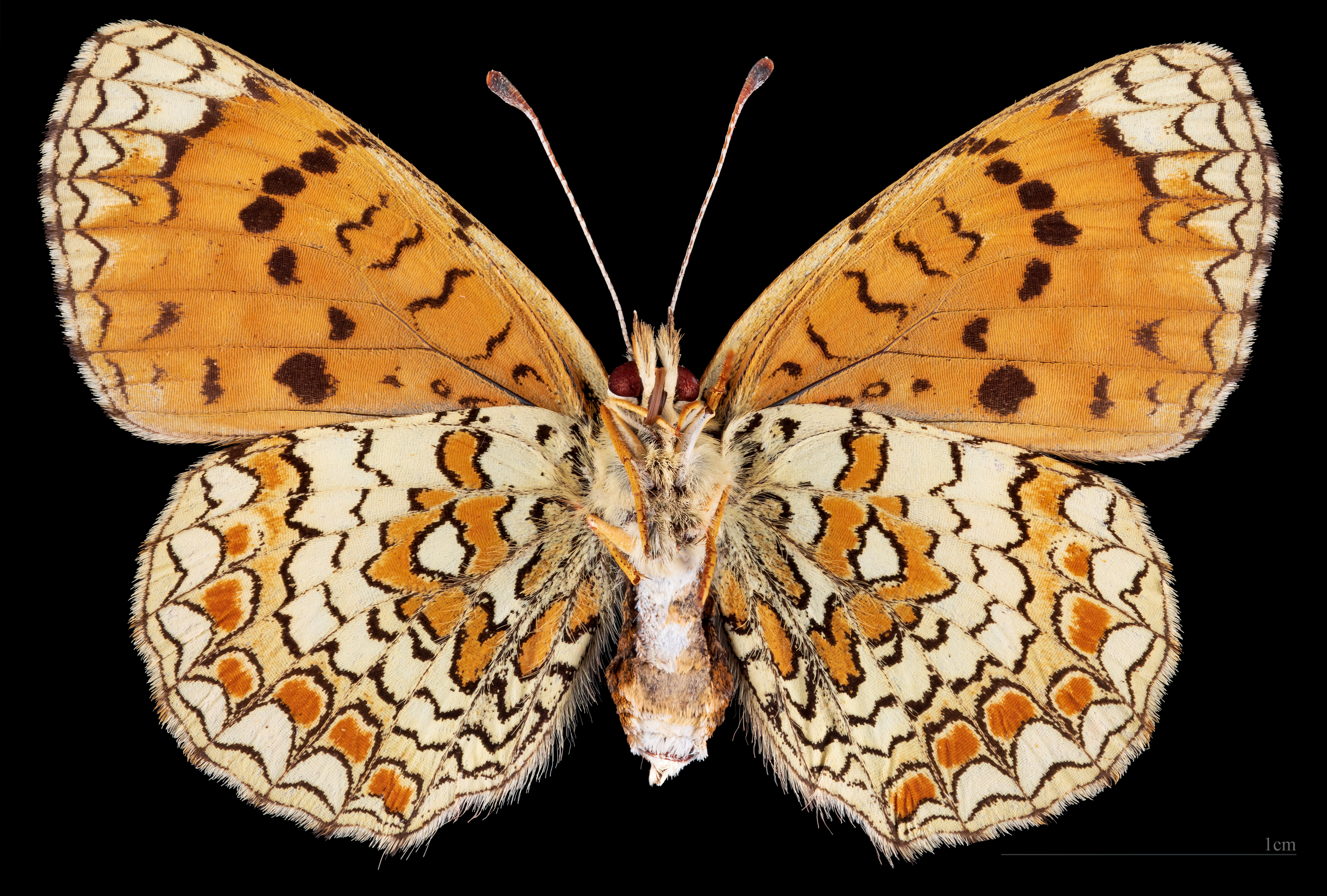
♀ △